# Outeiro (revista)
Outeiro fue una revista publicada desde 1981 en La Coruña. 

## Descripción
Editada por Caixa Galicia, tenía carácter quincenal. Su director fue Xosé Castro López. Colaboraron en ella Francisco Fariña Busto, Carlos Casar, Barreiro Fernández, Antón Fraguas, Valentín Paz-Andrade, Luis González Tosar y Xosé Filgueira Valverde